# Municipio de Mission (condado de Brown)
El municipio de Mission (en inglés: Mission Township) es un municipio ubicado en el condado de Brown en el estado estadounidense de Kansas. En el año 2010 tenía una población de 556 habitantes y una densidad poblacional de 2,52 personas por km².

## Geografía
El municipio de Mission se encuentra ubicado en las coordenadas 39°43′5″N 95°32′12″O / 39.71806, -95.53667. Según la Oficina del Censo de los Estados Unidos, el municipio tiene una superficie total de 220.27 km², de la cual 219,05 km² corresponden a tierra firme y (0,55 %) 1,22 km² es agua.

## Demografía
Según el censo de 2010, había 556 personas residiendo en el municipio de Mission. La densidad de población era de 2,52 hab./km². De los 556 habitantes, el municipio de Mission estaba compuesto por el 94,06 % blancos, el 0,36 % eran afroamericanos, el 0,9 % eran amerindios, el 1,26 % eran asiáticos, el 0,72 % eran de otras razas y el 2,7 % eran de una mezcla de razas. Del total de la población el 1,26 % eran hispanos o latinos de cualquier raza.